# Капсирский субдиалект
Капсирский субдиалект (кат. capcinès) — субдиалект северокаталанского диалекта каталанского языка, на котором говорят в исторической комарке Капсир в департаменте Восточные Пиренеи во Франции. Представляет собой переходный говор от каталанского языка к окситанскому. Жуан Куруминас считал, что капсирский субдиалект может представлять собой архаичную форму северокаталанского диалекта.
Говор изучали каталонские лингвисты Антони Гриера-и-Гайакат. и Мануэль Санчис-и-Гуарнэкат.

## Основные черты
Среди специфических черт субдиалекта выделяют:
- Переход -u- в [ø]: lluna ['ʎønə].
- Переход латинских интервокальных -d- и -ce-/-ci- в [z]: disia, rasó, vesí.
- Определённый артикль мужского рода lo (во множественном числе — los).
- Окончание множественного числа существительных, которые в единственном числе оканчиваются на свистящий или шипящий — -is: peixis, rossis ['rrusis].
- Многочисленные заимствования из окситанского (лангедокский диалект): cotell (вместо ganivet на остальной территории Северной Каталонии), gojat /-a (вместо minyó /-ona на остальной территории Северной Каталонии), mill (вместо blat d'índia на остальной территории Северной Каталонии)